# Guilty Movie
Guilty Movie is een Nederlandse dramafilm uit 2012 van vijf verschillende regisseurs die allemaal een deel van de film regisseerden: Thijs Römer, Michel Sluysmans, Michiel ten Horn, Johan Timmers en Arne Toonen.  De film werd gemaakt vanuit Barnfilms; een grote groep mensen die met een jaarlijkse donatie onafhankelijke films maakten. Barnfilms was een initiatief van Katja Schuurman, Thijs Römer, Maarten van Huijstee, Femke Halsema, Raymond Spanjar en Rob Wijnberg.
De film ging in première op 20 december in het oude Trouw gebouw in Amsterdam, en is op 24 februari 2013 uitgezonden op RTL 4.

## Het verhaal
De film gaat over de twee vrienden Peer (Sol Vinken) en Simon (Alex Hendrickx). De puberjongens Peer en Simon maken als ode aan hun hechte vriendschap een film over hun leven. Al hun avonturen filmen ze. Dit onschuldige plan krijgt een lugubere wending wanneer Simon door een auto-ongeluk om het leven komt en de labiele Peer er alleen voor komt te staan. Een happy end van de film zit er nu niet meer in. Peer besluit dat een gruwelijke aanslag de beste manier is om wraak te nemen op zijn eenzame bestaan en de film wereldwijd onder de aandacht te brengen.
Dit eerste filmproject van Stichting Barnfilms, waaraan drie verschillende crews werkten, geeft een realistische kijk op het fenomeen 'lone wolves'.

## Cast
| Acteur           | Rol                             |
| Sol Vinken       | Peer                            |
| Alex Hendrickx   | Simon                           |
| Jet Gardner      | Peggy                           |
| Bas Keijzer      | Roy                             |
| Raymond Thiry    | Meneer de Couter                |
| Wil van der Meer | Bokalenspecialist Wierts        |
| Loek Peters      | Barman                          |
| Trudi Klever     | Juf Kockelkoren                 |
| Renée Fokker     | Moeder Simon (als Renee Fokker) |
| Dennis Rudge     | Jos                             |